# Orodaliscoides rugosiceps
Orodaliscoides rugosiceps är en skalbaggsart som beskrevs av Edgar von Harold 1859. Orodaliscoides rugosiceps ingår i släktet Orodaliscoides och familjen Aphodiidae. Inga underarter finns listade i Catalogue of Life.